# Pierre Napoléon Bonaparte
Pierre Napoléon Bonaparte (11. října 1815, Řím – 7. dubna 1881, Versailles) byl francouzský šlechtic, revolucionář a politik, syn Luciena Bonaparta a jeho druhé manželky Alexandriny de Bleschamp. Byl synovcem Napoleona Bonaparte, Josefa Bonaparte, Élisy Bonaparte, Ludvíka Bonaparte, Pavlíny Bonaparte, Caroline Bonaparte a Jérôma Bonaparte.

## Život
Bonaparte se narodil v italském Římě jako syn Luciena Bonaparta a jeho druhé manželky Alexandriny de Bleschamp.
V letech 1830 až 1831 se připojil k povstaleckým skupinám ve městě Romagna; později se odstěhoval do Spojených států, kam odešel za svým strýcem Josefem, a v Kolumbii se připojil k Franciscovi de Paula Santanderovi. Po návratu do Říma byl na příkaz papeže Řehoře XVI. zatčen (1835–1836). Nakonec našel útočiště ve Velké Británii.

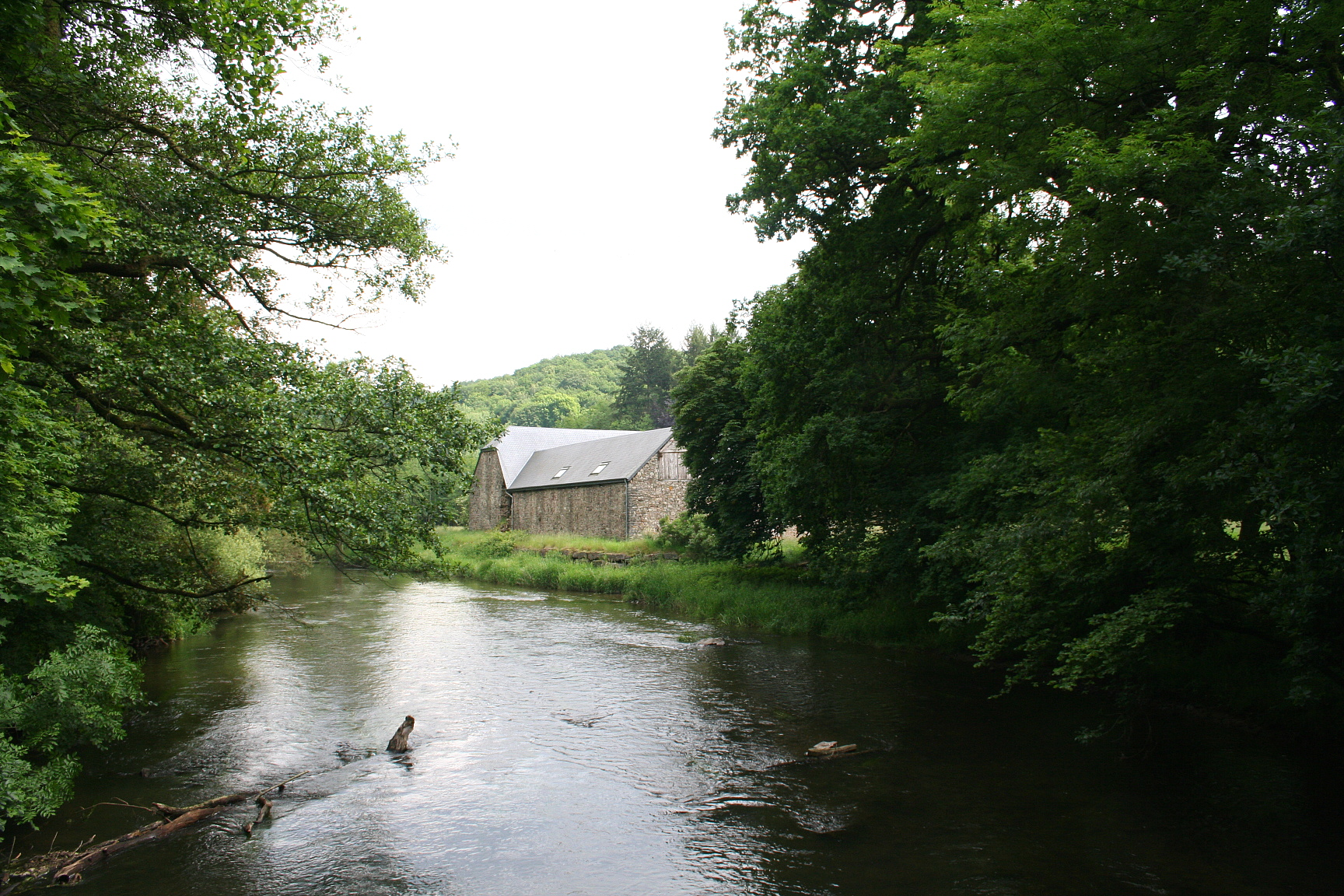
Daverdisse, řeka Lesse a farma Mohimont.

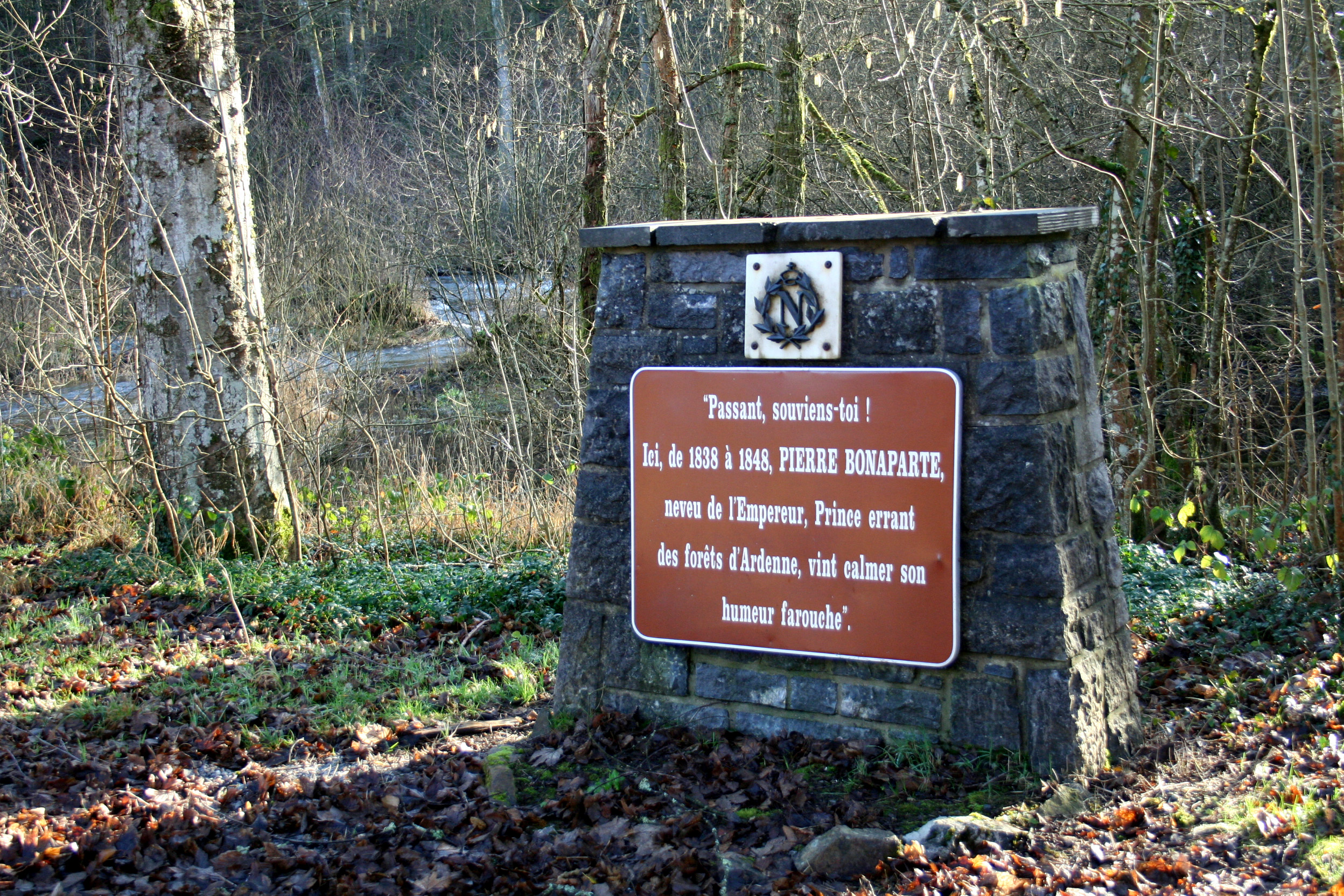
Daverdisse, pamětní deska věnovaná Pierru Napoléonovi Bonaparte.

V revolučním roce 1848 odjel do Francie, kde byl v ustavujícím shromáždění zvolen poslancem za Korsiku. Prohlásil se za vyhraněného republikána a volil socialisty. Vyslovoval se ve prospěch národních dílen a proti politikovi Fallouxovi. Jeho postoj značně přispěl k tomu, že jeho bratranec Ludvík Napoleon (Napoleon III.), s jehož státním převratem 2. prosince 1851 nesouhlasil, získal důvěru veřejnosti; Pierre Napoleon se však s císařem brzy smířil a přijal titul knížete. Republikáni ho okamžitě opustili.
Od té doby vedl zhýralý život a ztratil veškerý politický význam.

### Pozadí střelby
V prosinci 1869 vypukl spor mezi dvěma korsickými novinami, levicovými La Revanche a loajálními L'Avenir de la Corse, které editoval Jean de la Rocca (1832–1883). Invektiva La Revanche se soustředila na Napoleona I. 30. prosince L'Avenir vydaly dopis, který jeho redaktorovi zaslal princ Pierre Bonaparte, synovec Napoleona I. a bratranec tehdy vládnoucího císaře Napoleona III. Princ Bonaparte kritizoval osazenstvo La Revanche jako žebráky a zrádce. Paschal Grousset, editor La Ravanche a La Marseillaise, pařížských radikálních socialistických novin, se urazil a požadoval satisfakci. 9. ledna 1870 napsal princ Bonaparte dopis Henri Rochefortovi, zakladateli La Marseillaise, v němž prohlašoval, že hájí dobré jméno své rodiny:

Poté, co jste pobouřil každého z mých příbuzných, urážíte mě prostřednictvím pera jednoho ze svých podřízených. Musel jsem přijít na řadu. Jen já mám oproti ostatním výhodu svého jména, že jsem soukromá osoba a přitom jsem Bonaparte... Ptám se Vás proto, zda je Váš kalamář garantován Vaší hrudí... Bydlím ne v paláci, ale v 59, rue d'Auteuil. Slibuji Vám, že pokud se představíte, nebude vám řečeno, že jsem odešel.

### Střelba

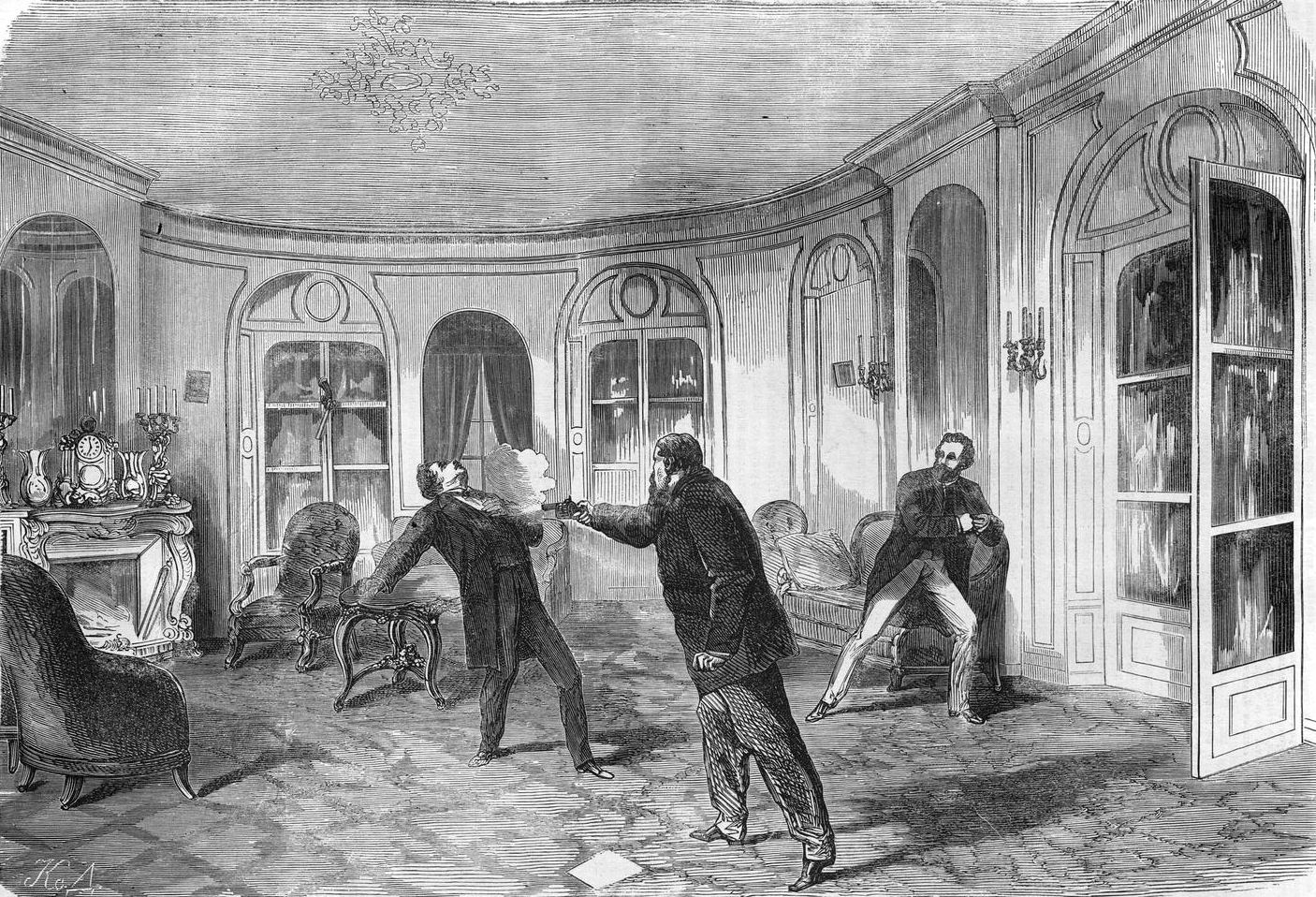
Pierre Bonaparte střílí na Victora Noira. Zleva doprava: Victor Noir, Pierre Bonaparte, Ulric de Fonvielle.

Následující den poslal Grousset Victora Noira a Ulrica de Fonvielle jako své sekundanty k upřesnění podmínek duelu s Pierrem Bonapartem. Na rozdíl od zvyku se Bonapartovi představili, místo aby kontaktovali jeho sekundanta. Každý z nich měl v kapse revolver. Nor a de Fonvielle předložili Bonapartovi dopis podepsaný Groussetem. Princ však výzvu odmítl a potvrdil svou ochotu bojovat s Rochefortem, ale ne s jeho "čeledí". V reakci na to Noir potvrdil svou solidaritu se svými přáteli. Podle Fonviella ho pak Bonaparte udeřil do tváře a zastřelil Noira. Podle Bonaparta to byl Noir, kdo se urazil nad přídomkem a udeřil ho jako první, načež on vytáhl revolver a vystřelil na svého agresora. Tuto verzi nakonec soud přijal.
V procesu s Bonapartem za vraždu dne 21. května 1871 sloužil jako generální prokurátor u Nejvyššího soudu svolaného v Tours Théodore Grandperret. Jeho zjevná zaujatost vůči rodině Bonaparte způsobila, že právníci rodiny Noir byli nazýváni „obhájci“.
Pierre Bonaparte zemřel 7. dubna 1881 ve věku 65 let ve Versailles. Pohřben byl na Cimetière des Gonards ve Versailles.

## Manželství a potomci

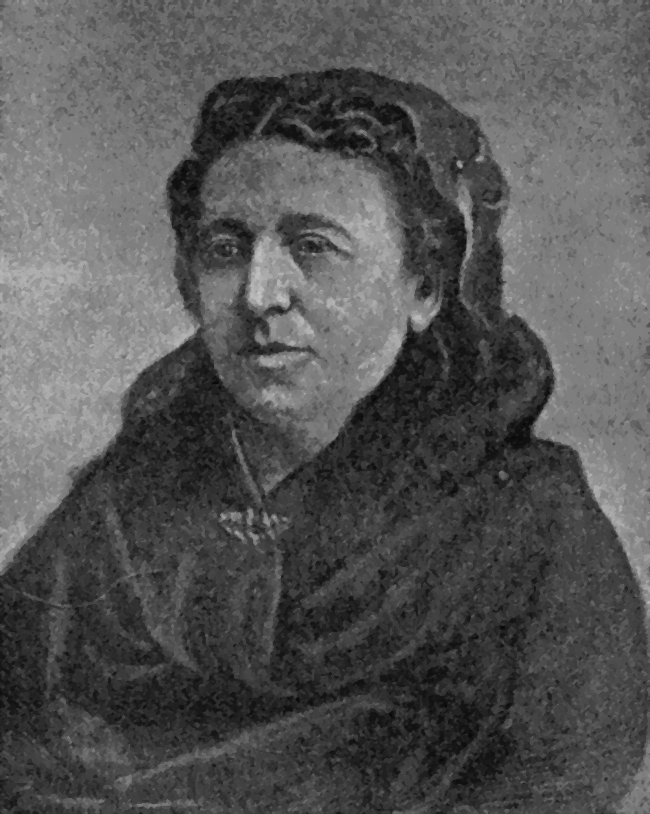
Justina Bonaparte, rozená Rufflinová.

22. března se sedmatřicetiletý Pierre oženil s o sedmnáct let mladší Eleonorou-Justinou Ruflinovou, dcerou pařížského vrátného. Manželé spolu měli nejméně dvě děti:
- Roland Bonaparte (19. května 1858 – 14. dubna 1924), kníže z Canina a Musignana, ⚭ 1880 Marie-Félix Blanc (22. prosince 1859 – 1. srpna 1882)
- Jeanne Bonaparte (15. září 1861 – 25. července 1910), ⚭ 1882 Christian de Villeneuve-Esclapon (8. srpna 1852 – 3. dubna 1931)